# Die Arbeiter von Wien
Die Arbeiter von Wien, (en català: "Els treballadors de Viena"), és una cançó escrita, probablement, el 1927, en el marc de la revolta de juliol que es va succeir a la capital austríaca, en la qual 89 manifestants van perdre la vida com a conseqüència dels trets de la policia. La lletra és de Fritz Brügel (1897–1955), poeta i assagista vienès. La melodia prové de la marxa soviètica Exèrcit blanc, baró negre, de Samuel Pokrass (1897–1939), i que durant la dècada de 1930 va ser adoptada pels emigrants dels Estats Units.

## Lletra
Wir sind das Bauvolk der kommenden Welt,
wir sind der Sämann, die Saat und das Feld.
Wir sind die Schnitter der kommenden Mahd,
wir sind die Zukunft und wir sind die Tat!
(Tornada:)
So flieg, du flammende, du rote Fahne, voran dem Wege, den wir ziehn!
Wir sind der Zukunft getreue Kämpfer, wir sind die Arbeiter von Wien.
So flieg, du flammende, du rote Fahne, voran dem Wege, den wir ziehn!
Wir sind der Zukunft getreue Kämpfer, wir sind die Arbeiter von Wien.
Herrn der Fabriken, ihr Herren der Welt,
endlich wird eure Herrschaft gefällt.
Wir, die Armee, die die Zukunft erschafft,
sprengen der Fesseln engende Haft.
(Tornada)
Wie auch die Lüge uns schmähend umkreist,
alles besiegend erhebt sich der Geist
Kerker und Eisen zerbricht seine Macht,
wenn wir uns rüsten zur letzten Schlacht.
(Tornada)